# Liste des personnes associées à la ruée vers l'or en Californie
La liste des personnes associées à la ruée vers l'or en Californie est une liste non exhaustive qui répertorie les personnes connues pour avoir vécu en Californie, ou plus particulièrement en Californie du Nord, à l'époque de la ruée vers l'or. Ces personnages sont classés par ordre alphabétique selon leur principale activité. Toutefois ils eurent très souvent plusieurs métiers dont chercheur d'or pour beaucoup.

## Marchands et hommes d'affaires
- Samuel Brannan (1819-1889), répandit la nouvelle à San Francisco de la découverte d'or.
- Frederick Catherwood (1799-1854), ouvrit une boutique à San Francisco à la fin de sa vie.
- Claude Chana (1811-1882)[1], chercheur d'or français originaire d'un village du Beaujolais[2], pionnier de l’arboriculture californienne[3], considéré comme le fondateur d'Auburn (Californie).
- Joshua Chauvet (1822-1908), self-made man français originaire de la Marne ; arrivé sans le sou à San Francisco, il s’installe à Glen Ellen, Californie, en 1856, où il connaît la réussite ; une rue « Chauvet Road » et plusieurs bâtiments de la ville témoignent encore aujourd’hui de cette activité florissante. Il meurt à Glen Ellen le 22 mai 1908[4].
- Charles Crocker (1822-1888), entrepreneur américain qui s'installa en Californie en 1850. Après deux années de prospections infructueuses, il ouvrit un magasin d'habillement à Sacramento.
- Ernest Pagnon de Fontaubert (1813-1862), originaire du Périgord ; meurt assassiné, pour son or, à Cave City dans le comté de Calaveras[5].
- Domenico Ghirardelli (1817-1894), fonda une chocolaterie à San Francisco.
- James Lick (1796-1876), charpentier, fabricant de piano, propriétaire immobilier, et mécène américain. À sa mort, il était l'homme le plus riche de Californie.
- Leland Stanford (1824-1893), membre des Big Four et fondateur de l'université portant son nom. Il fut chercheur d'or peu de temps dans le comté de Placer puis prospéra dans les affaires à San Francisco.
- Oscar Levi Strauss (1829-1902), inventeur du blue-jeans, il s'installa en 1850 à San Francisco.
- James McClatchy (1824-1883), journaliste et un éditeur de journaux dont le plus célèbre est The Sacramento Bee.
- Charles E. Sexey (1818-1888), un marchand anglais arrivé à San Francisco en 1849.
- Claus Spreckels (1828-1908), s'installa en 1856 à San Francisco où il ouvrit une brasserie.

## Pionniers et aventuriers
- James « Grizzly » Adams (1812-1860), chasseur et dresseur d'ours.
- Henry W. Bigler (1815-1900), présent lors de la découverte de l'or à Sutter's Mill. Il est resté célèbre grâce à son journal retranscrivant l'événement.
- Jean Baptiste Charbonneau (1805-1866), fils de Sacagawea et de Toussaint Charbonneau né lorsqu'ils étaient membres de l'expédition Lewis et Clark. Installé en Californie depuis 1846, il prospecta dans le comté de Placer.
- Joseph Libbey Folsom (1817-1855), fondateur de Folsom (Californie).
- O. C. Hackett (1822-1905), pionnier américain originaire de l'Illinois. Il rejoint la ruée en 1849 ou en 1850 et passa par l'isthme de Panama.
- John Wesley Hillman (1832-1915), prospecteur et pionnier américain. Il partit pour la Californie avec son père en 1849.
- Seth Kinman (1815-1888), célèbre chasseur de grizzlis et de wapitis.
- James Marshall (1810-1885), l'homme qui découvrit l'or qui déclencha la ruée en Californie.
- Lester Allan Pelton (1829-1908), charpentier, meunier, et inventeur de la turbine Pelton. Il partit en 1850 pour la Californie.
- Jean-Nicolas Perlot (1823-1900), arrivé de Belgique en 1851, il prospecta pendant six ans dans la région de Mariposa.  Son autobiographie témoigne tant de la vie du chercheur d'or que de la transformation de la Californie sous l'effet de la ruée vers l'or.
- John Sutter (1803-1880), grand propriétaire terrien avant 1849, il fut ruiné par la découverte de l'or sur ses terres.
- Ross McCloud (1819-1868), il ouvrit une auberge avec sa femme à Portuguese Flat.
- Elijah Steele (1817-1883), partit pour la Californie en 1850, prospecta près de Shasta, de la Scott River (en), de Greenhorn et de Yreka. Il fut également juriste, législateur et agent indien.

## Hommes politiques et militaires
- Charles H. Bennett (1811-1855), capitaine, présent à la découverte de l'or à Sutter's Mill le 24 janvier 1848.
- Charles S. Fairfax (1829-1869), d'abord chercheur d'or, ce lord écossais s'engagea ensuite dans une carrière politique qui lui réussit davantage.
- Thomas Fallon (1825-1885), maire de San José en 1859.
- John C. Frémont (1813-1890), gouverneur militaire de la Californie en 1847, sénateur de l'État de Californie entre 1850 et 1851, candidat républicain aux élections présidentielles américaines de 1856.
- John White Geary (1819-1873), premier maire de San Francisco.
- Daniel Govan (1829-1911), prospecteur, pionnier et soldat, il fut général confédéré pendant la guerre de Sécession et participa à la ruée vers l'or en Californie avec son cousin Benjamin McCulloch.
- Ulysses Grant (1822-1885), général et 18e président des États-Unis. Il fut lieutenant pendant la guerre américano-mexicaine et servit en tant que capitaine en 1854 à Fort Humboldt (près d'Eureka).
- Sherman Otis Houghton (1828-1914), quatrième maire de San José de 1855 à 1856, il fut chercheur d'or quelques mois au début de la ruée.
- William Brown Ide (1796-1852), pionnier, militaire et Président de la république de Californie. Il vécut à Red Bluff et réussit dans la prospection au moment de la ruée vers l'or.
- Richard Barnes Mason (1797-1850), général, sixième et dernier gouverneur militaire de Californie.
- Benjamin McCulloch (1811-1862), plus connu pour avoir été brigadier général pendant la guerre de Sécession, il fut chercheur d'or puis sheriff de Sacramento en 1849.
- Joshua Norton (1811-1880), un San Franciscain excentrique connu sous le nom de Sa Majesté Norton Ier, autoproclamé Empereur des États-Unis et Protecteur du Mexique.
- William Tecumseh Sherman (1820-1891), général confédéré qui dirigea une banque à San Francisco entre 1853 et 1857.
- Mariano Guadalupe Vallejo (1807-1890), commandant militaire et homme politique californien.
- John Templeton McCarty (1828-1860), un des « Six Immortels » fondateurs de la fraternité Phi Gamma Delta (en). Il partit pour la Californie en 1849.
- Isaac Murphy (1799 ou 1802-1882), huitième gouverneur d'Arkansas. Il quitta cet État entre 1849 et 1854 pour tenter, sans succès, de faire fortune en Californie.
- Benjamin B. Redding (1824-1882), élu du quinzième district à l'Assemblée de Californie de 1853 à 1854.
- William Waldo (1812-1881), candidat au poste de gouverneur de Californie en 1853.
- Edwin B. Winans (1826-1894), élu à la chambre des représentants des États-Unis et gouverneur du Michigan.

## Artistes
- Joaquin Miller (1837-1913), poète qui vécut parmi les indiens Modocs au moment de la ruée vers l'or.
- Mark Twain (1835-1910), écrivain, il vécut à San Francisco dans les années 1860.

## Hors-la-loi
- Frank James (1843-1915), frère aîné de Jesse James, son père fut un forty-niner.
- Joaquin Murrietta (1829-1853), dangereux hors-la-loi ou patriote mexicain selon les points de vue.
- Jack Powers (1827-1860), bandit irlando-américain qui fit régner une très forte insécurité sur la route d'El Camino Real entre San Luis Obispo et Santa Barbara dans les années 1850.